# Château de la Muette

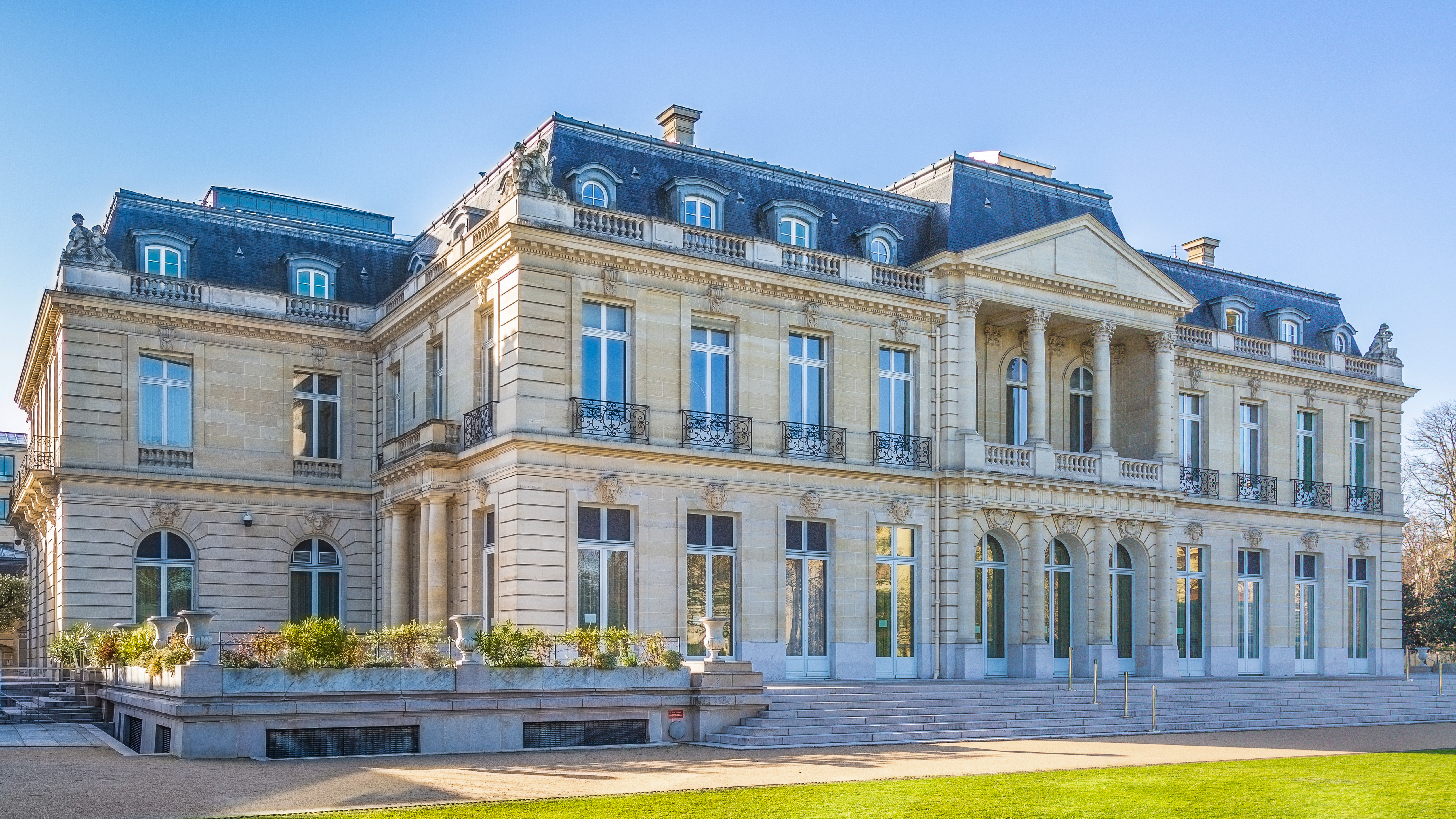
Château de la Muette

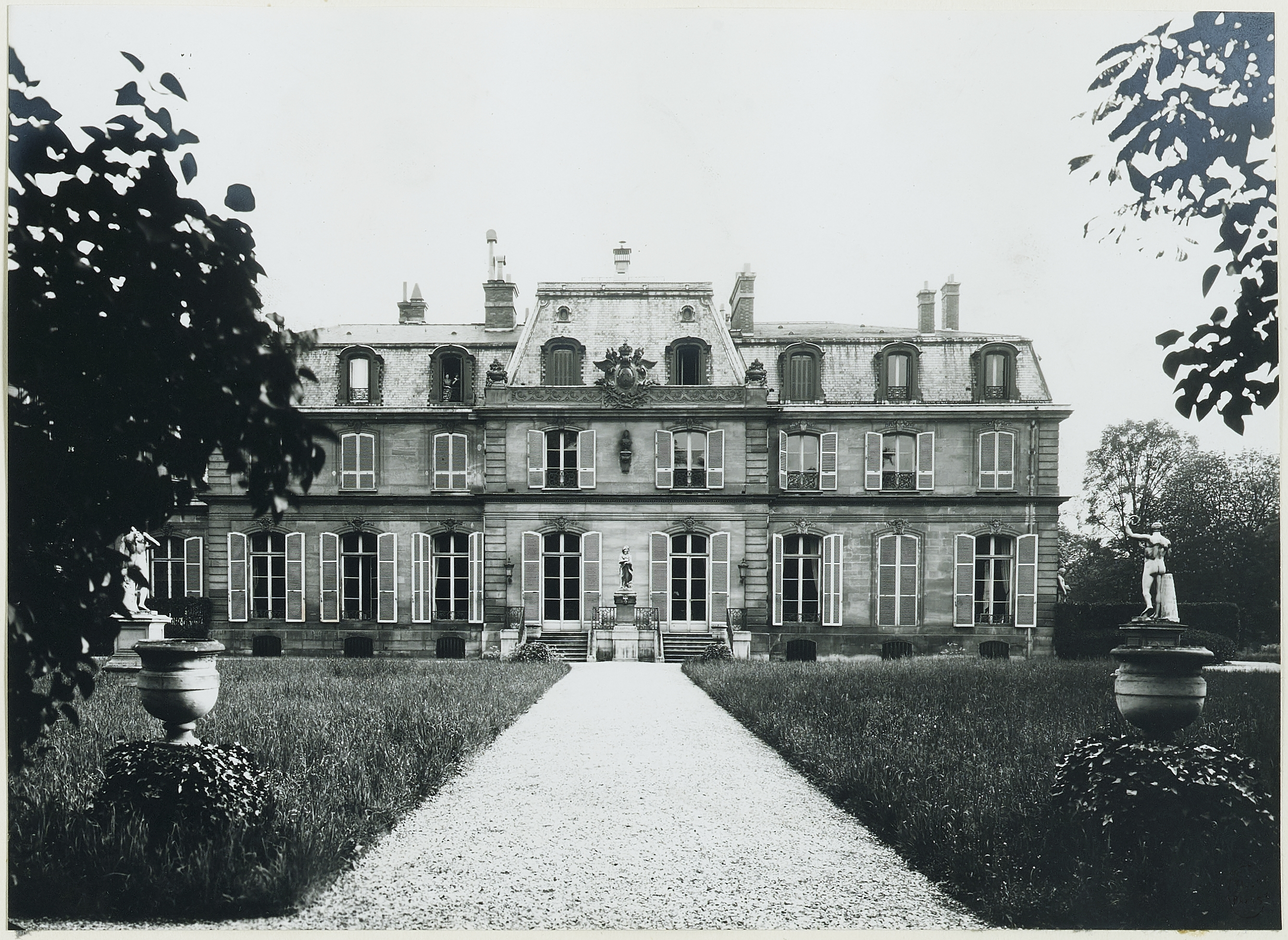
Det andra Château de la Muette strax innan det revs 1920.

Château de la Muette är ett franskt slott nära Bois de Boulogne-skogen vid Porte de la Muette i Paris. Det nuvarande slottet byggdes i 
1800-talstil av Henri James de Rothschild 1921-22, men det har legat två tidigare slott på platsen med samma namn, som båda tillhörde det franska kungahuset mellan 1606 och 1792. 

## Historik
Det första slottet var en jaktstuga som uppfördes åt prinsessan Margareta av Valois, som denna efterhand byggde ut till ett slott. Hon gav slottet till kungahuset 1606. Marie Louise Élisabeth av Orléans bodde på slottet, där hon mottog Peter den stores officiella besök och där hon avled efter en skandalomsusad graviditet 1719. 
Slottet överläts därefter på Ludvig XV, som lät uppföra ett nytt slott i rokokostil av Jacques V Gabriel och Ange-Jacques Gabriel 1741-45. Ludvig XV överlät slottet på sin sonson, den senare Ludvig XVI, år 1764. Marie-Antoinette övernattade på slottet efter sin ankomst till Frankrike 1770, och det var därefter en av de kungliga slott som användes oftast av kungen under Ludvig XVI:s regeringstid. Den 21 november 1783 lät bröderna Montgolfier utlösa världens första bemannade luftballong från slottet. 
Byggnaden slutade användas år 1788, då kungen utbjöd det till försäljning. Det fick ingen köpare och konfiskerades under franska revolutionen 1792 av staten, som sålde det på auktion och delade upp dess mark. Byggnaden revs 1921 och återuppfördes som ett nytt slott.  